# Moustier-Ventadour
Pour les articles homonymes, voir Moustier.
Moustier-Ventadour est une commune française située dans le département de la Corrèze en région Nouvelle-Aquitaine.
Les habitants de Moustier-Ventadour sont appelés Moustiérois, Moustiéroises ou Moustiéraux.

## Géographie
Commune située dans le Massif central au sud-est d'Égletons

### Communes limitrophes
Les communes limitrophes sont  Chapelle-Spinasse, Darnets, Lamazière-Basse, Rosiers-d'Égletons, Saint-Hilaire-Foissac et Égletons.

### Climat
Pour des articles plus généraux, voir Climat de la Nouvelle-Aquitaine et Climat de la Corrèze.
Historiquement, la commune est exposée à un climat montagnard.  
En 2020, Météo-France publie une typologie des climats de la France métropolitaine dans laquelle la commune est exposée à un climat de montagne et est dans la région climatique  Ouest et nord-ouest du Massif Central, caractérisée par une pluviométrie annuelle de 900 à 1 500 mm, maximale en automne et en hiver.
Pour la période 1971-2000, la température annuelle moyenne est de 10,4 °C, avec  une amplitude thermique annuelle de 15,2 °C. Le cumul annuel moyen de précipitations est de 1 185 mm, avec 13,6 jours de précipitations en janvier et 7,9 jours en juillet. Pour la période 1991-2020, la température moyenne annuelle observée sur la station météorologique la plus proche, située sur la commune d'Égletons à 5 km à vol d'oiseau, est de 10,6 °C et le cumul annuel moyen de précipitations est de 1 428,5 mm,. Pour l'avenir, les paramètres climatiques de la commune estimés pour 2050 selon différents scénarios d’émission de gaz à effet de serre sont consultables sur un site dédié publié par Météo-France en novembre 2022.

## Urbanisme

### Typologie
Au 1er janvier 2024, Moustier-Ventadour est catégorisée commune rurale à habitat très dispersé, selon la nouvelle grille communale de densité à 7 niveaux définie par l'Insee en 2022.
Elle est située hors unité urbaine. Par ailleurs la commune fait partie de l'aire d'attraction d'Égletons, dont elle est une commune de la couronne,. Cette aire, qui regroupe 14 communes, est catégorisée dans les aires de moins de 50 000 habitants,.

### Occupation des sols
L'occupation des sols de la commune, telle qu'elle ressort de la base de données européenne d’occupation biophysique des sols Corine Land Cover (CLC), est marquée par l'importance des forêts et milieux semi-naturels (71,9 % en 2018), une proportion identique à celle de 1990 (71,9 %). La répartition détaillée en 2018 est la suivante : 
forêts (69,9 %), prairies (19,3 %), zones agricoles hétérogènes (6,6 %), milieux à végétation arbustive et/ou herbacée (2 %), zones industrielles ou commerciales et réseaux de communication (1,9 %), zones urbanisées (0,3 %).
L'évolution de l’occupation des sols de la commune et de ses infrastructures peut être observée sur les différentes représentations cartographiques du territoire : la carte de Cassini (XVIIIe siècle), la carte d'état-major (1820-1866) et les cartes ou photos aériennes de l'IGN pour la période actuelle (1950 à aujourd'hui).

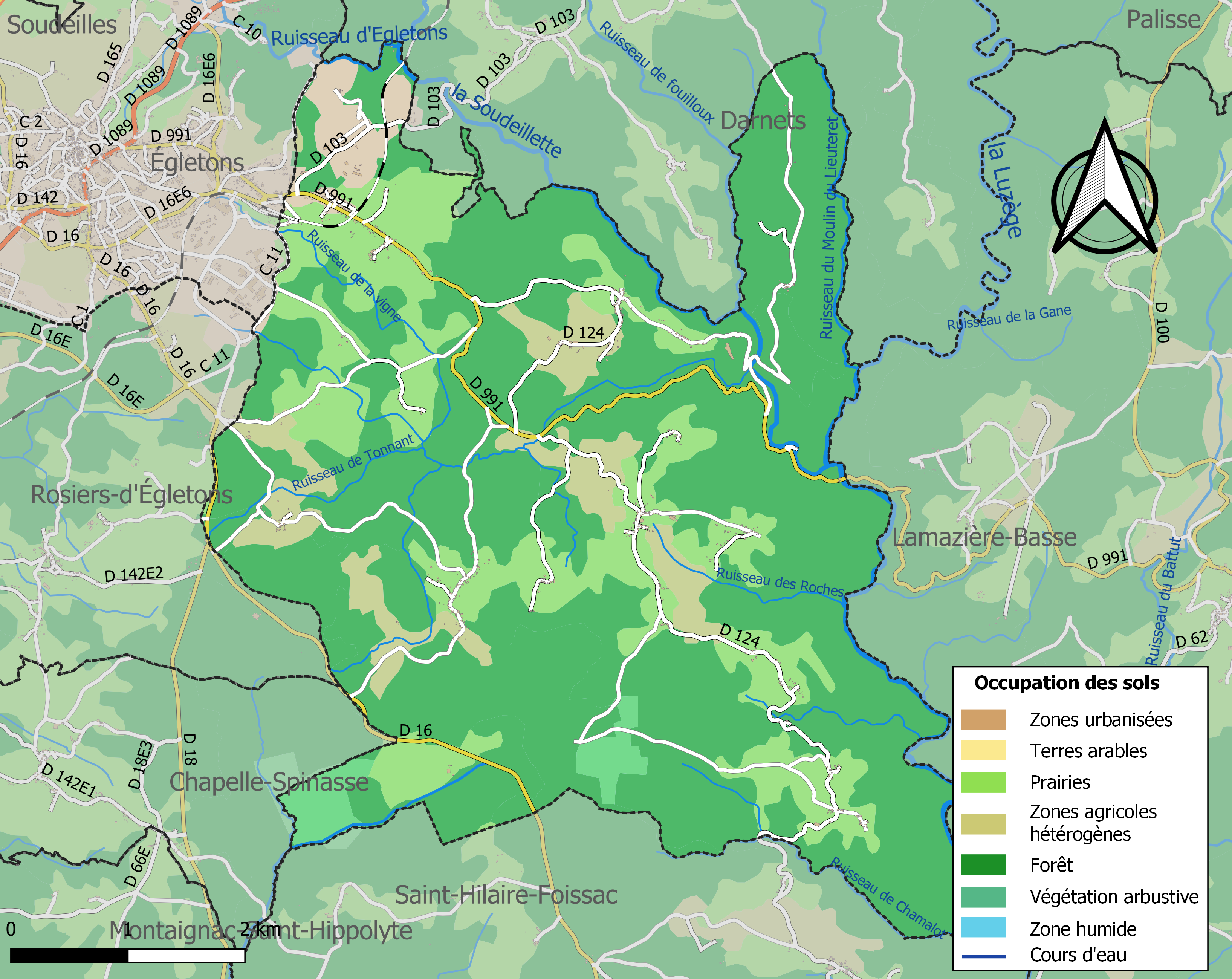
Carte des infrastructures et de l'occupation des sols de la commune en 2018 (CLC).

### Risques majeurs
Le territoire de la commune de Moustier-Ventadour est vulnérable à différents aléas naturels : météorologiques (tempête, orage, neige, grand froid, canicule ou sécheresse), feux de forêts et séisme (sismicité très faible). Il est également exposé à un risque particulier : le risque de radon. Un site publié par le BRGM permet d'évaluer simplement et rapidement les risques d'un bien localisé soit par son adresse soit par le numéro de sa parcelle.

#### Risques naturels

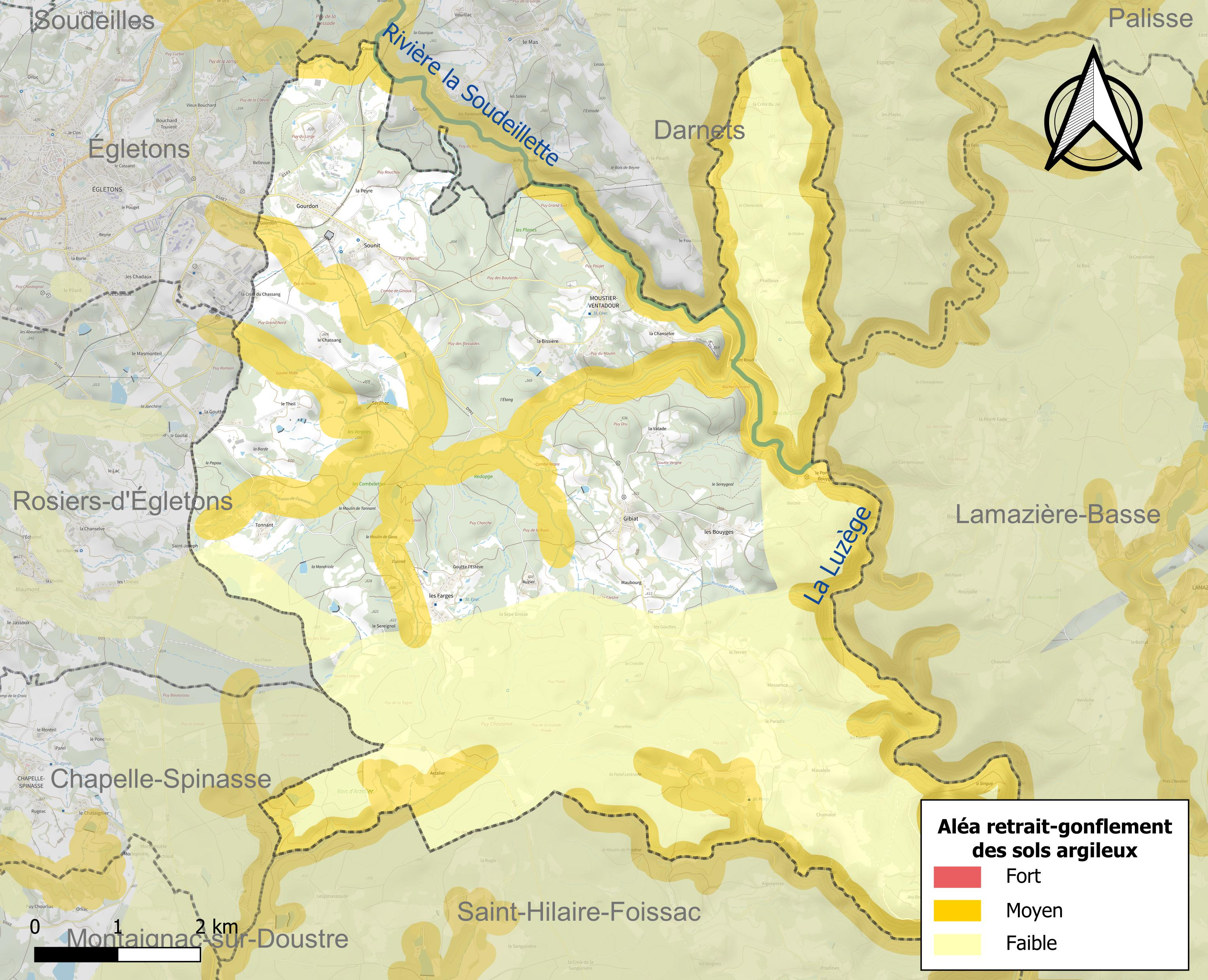
Carte des zones d'aléa retrait-gonflement des sols argileux de Moustier-Ventadour.

Le retrait-gonflement des sols argileux est susceptible d'engendrer des dommages importants aux bâtiments en cas d’alternance de périodes de sécheresse et de pluie. 27,3 % de la superficie communale est en aléa moyen ou fort (26,8 % au niveau départemental et 48,5 % au niveau national). Sur les 290 bâtiments dénombrés sur la commune en 2019,  19 sont en aléa moyen ou fort, soit 7 %, à comparer aux 36 % au niveau départemental et 54 % au niveau national. Une cartographie de l'exposition du territoire national au retrait gonflement des sols argileux est disponible sur le site du BRGM,.
Concernant les feux de forêt, aucun plan de prévention des risques incendie de forêt (PPRIF) n’a été établi en Corrèze, néanmoins le code de l’urbanisme impose la prise en compte des risques dans les documents d’urbanisme. Le périmètre des servitudes d'utilité publique et des zones d'obligation légale de débroussaillement pour les particuliers est quant à lui défini pour la commune dans une carte dédiée. 

#### Risque particulier
Dans plusieurs parties du territoire national, le radon, accumulé dans certains logements ou autres locaux, peut constituer une source significative d’exposition de la population aux rayonnements ionisants. Certaines communes du département sont concernées par le risque radon à un niveau plus ou moins élevé. Selon la classification de 2018, la commune de Moustier-Ventadour est classée en zone 3, à savoir zone à potentiel radon significatif. 

## Histoire
Moustier-Ventadour est la commune sur laquelle se trouve aujourd'hui le château de Ventadour. Cet édifice fut le siège d'une vicomté de la fin du XIe siècle jusqu'en 1350, où la seigneurie fut transformée en comté par Philippe de Valois.
Elle est aussi le berceau du célèbre troubadour Bernard de Ventadour, unanimement reconnu comme un des plus grands poètes lyriques de tous les temps.
Au XVIe siècle, la seigneurie de Ventadour devint duché, puis duché-pairie (1578).
Moustier-Ventadour était un monastère clunisien (d'où son nom) avéré depuis le XIIe siècle. La chapelle du village conserve une trace de la porte permettant aux moines de se rendre à l'office. Les bâtiments conventuels ont complètement disparu.
Au XVIIe siècle, fief et château passent à la famille des Rohan-Soubise, héritière des Lévis-Ventadour.
Sous la Révolution française, pour suivre un décret de la Convention, la commune changea de nom pour Moustier-la-Luzège.

## Politique et administration
| Période                                  | Période                  | Identité         | Étiquette     | Qualité                                           |
| ---------------------------------------- | ------------------------ | ---------------- | ------------- | ------------------------------------------------- |
| 1927                                     | 1939 déchu de son mandat | Clément Chausson | PCF           | Marchand de bois Député de la Corrèze (1945-1955) |
| mai 1980                                 | 2005                     | Claude Serre     | Apparenté PCF |                                                   |
| mars 2005                                | mai 2020                 | Daniel Bouyges   | PCF           | Retraité Fonction publique                        |
| mai 2020                                 | En cours                 | Christophe Petit |               | Professeur                                        |
| Les données manquantes sont à compléter. |                          |                  |               |                                                   |

## Démographie
| 1793 | 1800 | 1806 | 1821 | 1831 | 1836 | 1841 | 1846  | 1851 |
| ---- | ---- | ---- | ---- | ---- | ---- | ---- | ----- | ---- |
| 735  | 811  | 780  | 840  | 912  | 895  | 890  | 1 029 | 926  |

| 1856 | 1861 | 1866 | 1872 | 1876 | 1881 | 1886 | 1891 | 1896 |
| ---- | ---- | ---- | ---- | ---- | ---- | ---- | ---- | ---- |
| 976  | 934  | 907  | 876  | 922  | 906  | 966  | 964  | 959  |

| 1901 | 1906 | 1911 | 1921 | 1926 | 1931 | 1936 | 1946 | 1954 |
| ---- | ---- | ---- | ---- | ---- | ---- | ---- | ---- | ---- |
| 914  | 938  | 927  | 726  | 688  | 609  | 594  | 580  | 474  |

| 1962 | 1968 | 1975 | 1982 | 1990 | 1999 | 2004 | 2006 | 2009 |
| ---- | ---- | ---- | ---- | ---- | ---- | ---- | ---- | ---- |
| 444  | 355  | 316  | 302  | 383  | 416  | 434  | 438  | 488  |

| 2014 | 2019 | 2022 | - | - | - | - | - | - |
| ---- | ---- | ---- | - | - | - | - | - | - |
| 482  | 445  | 430  | - | - | - | - | - | - |

## Économie
Plusieurs fromages au lait cru de chèvre sont fabriqués autour de la commune de Moustier-Ventadour : le Ventadour, la Truffe de Ventadour, le Bicaillou, fromage cendré, la Briquette de Ventadour, présenté sous forme de brique, la Tomme de Ventadour et la Feuille du Limousin.

## Lieux et monuments
La forteresse qui surplombe les gorges de la Luzège fut construite au XIIe siècle par Ebles de Ventadour. Pendant plus d'un siècle, il fut un foyer de création artistique occitane important. Le vicomte Eble II était considéré comme un maître troubadour, et c'est à son école que se forma Bernard de Ventadour.
La forteresse fut prise et partiellement détruite par les Anglais pendant la guerre de Cent Ans.
Abandonnée au XVIIIe siècle, elle restera totalement en ruines jusqu'en 1969, date à laquelle commencèrent les premiers travaux de consolidation. Elle est actuellement en reconstruction et restauration.
- Église Saint-Pierre de Moustier-Ventadour. L'édifice a été inscrit au titre des monuments historiques en 1972[24].

## Personnalités liées à la commune
- Vicomtes, comtes et ducs de Ventadour.
- Bernard de Ventadour (Bernat de Ventadorn), l'un des premiers et des plus célèbres troubadours occitans.
- Pierre Bergounioux, écrivain.
- Singlar Blou, 1er groupe de rock agricole français (créateur de ce style de musique).
- Luc de Goustine, écrivain et fondateur de l'Association Carrefour-Ventadour.

## Héraldique
| Blason de Moustier-Ventadour | Blason  | Échiqueté de gueules et d'or.                    |
| Blason de Moustier-Ventadour | Détails | Le statut officiel du blason reste à déterminer. |

## Pour approfondir